# Spin Kick
Pour plus de détails, voir Fiche technique et Distribution.
Spin Kick (돌려차기, Dolryeochagi) est un film de taekwondo sud-coréen réalisé par Nam Sang-guk en 2004.

## Synopsis
Le proviseur du lycée Manseh a de grandes ambitions pour son équipe de taekwondo, mais celle-ci perd une bagarre contre des voyous.

## Fiche technique
- Titre : Spin Kick
- Titre original : 돌려차기 (Dolryeochagi)
- Réalisation : Nam Sang-guk
- Scénario : Bang Chu-seong, Na Hyeon et Shin Dong-ik
- Musique : Lee Yeong-ho
- Photographie : Park Sang-hun
- Montage : Park Gok-ji
- Production : Lee Choon-yeon (producteur délégué)
- Société de production : CJ Entertainment et Cine-2000 Film Production
- Pays :  Corée du Sud
- Genre : Action et comédie
- Durée : 102 minutes
- Dates de sortie : 
  - Corée du Sud : 21 mai 2004

## Distribution
- Kim Dong-wan : Yong-gaek
- Hyun Bin : Min-gyu
- Jo An : Su-bin
- Jin Tae-hyun : Jeong-dae
- Moon Ji-yoon : Hyeok-su
- Jeon Jae-hyeong : Seong-wan
- Lee Ki-woo : Seok-bong
- Park Ji-yeon : Mi-ae
- Kim Yeong-ho : Chung-geun
- Kim Kap-su : le proviseur